# Gymnosoma philippinense
Gymnosoma philippinense là một loài ruồi trong họ Tachinidae.